# Весёлое (Павлоградский район)
Весёлое (укр. Веселе) — село,
Вязовокский сельский совет,
Павлоградский район,
Днепропетровская область,
Украина.
Код КОАТУУ — 1223583002. Население по переписи 2001 года составляло 201 человек .

## Географическое положение
Село Весёлое находится на левом берегу реки Кочерга (одно из русел реки Волчья),
выше по течению на расстоянии в 1 км расположен город Павлоград.
Через село проходит автомобильная дорога Т-0422.